# BYD Seal 06
BYD Seal 06 – hybrydowy samochód osobowy klasy średniej produkowany pod chińską marką BYD od 2024 roku.

## Historia i opis modelu

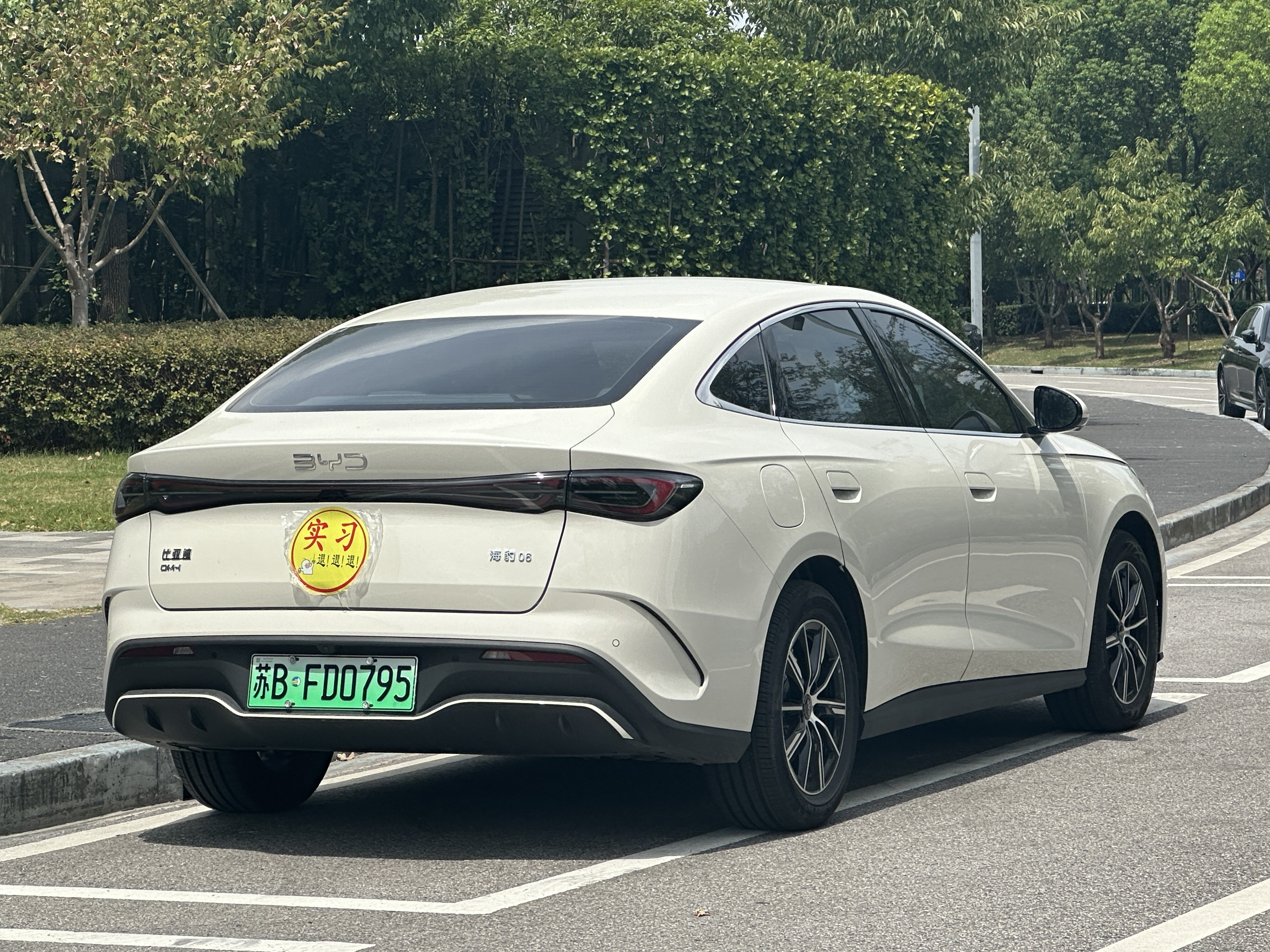
BYD Seal 06 - tył

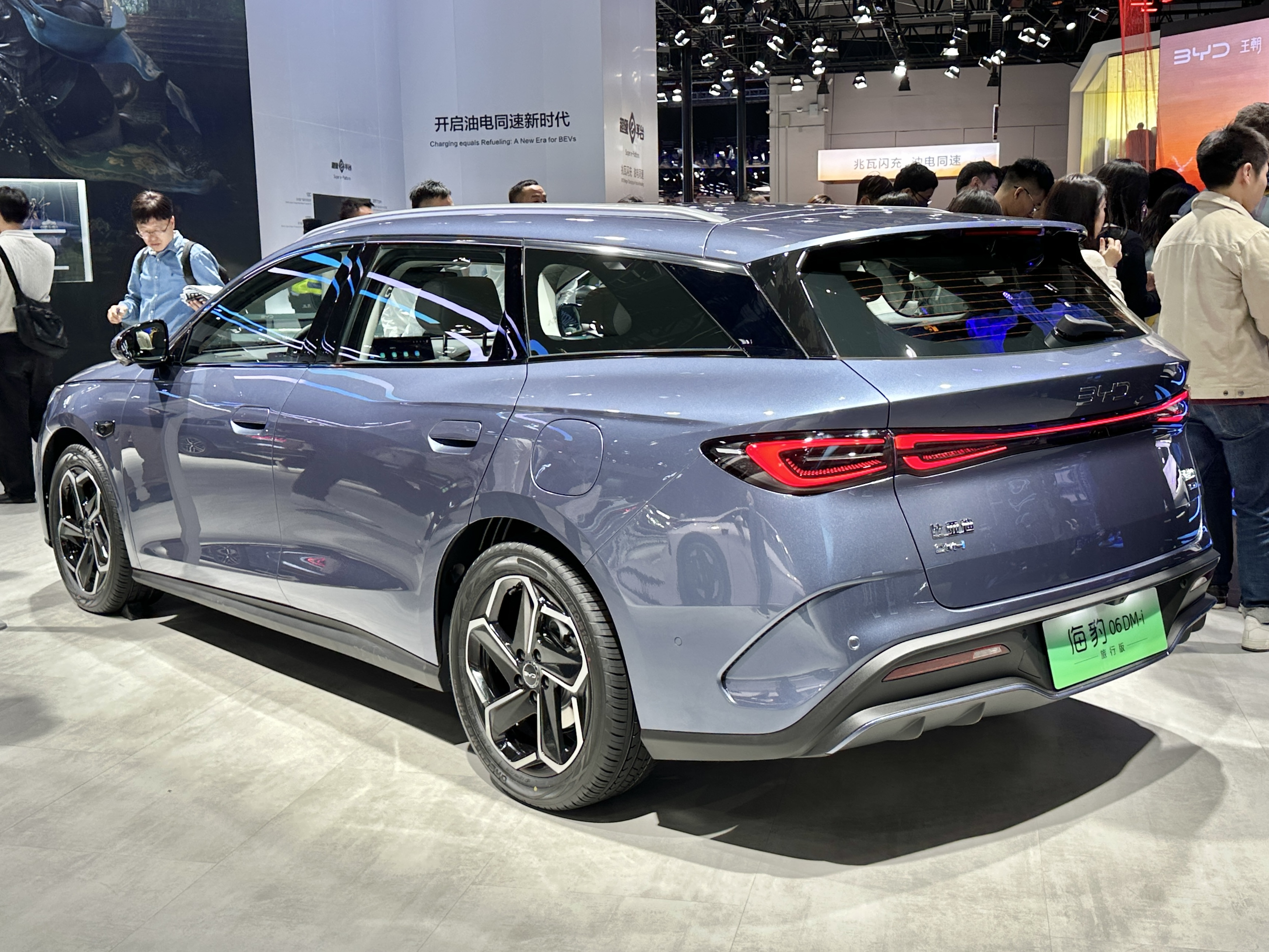
DYB Seal 06 Kombi

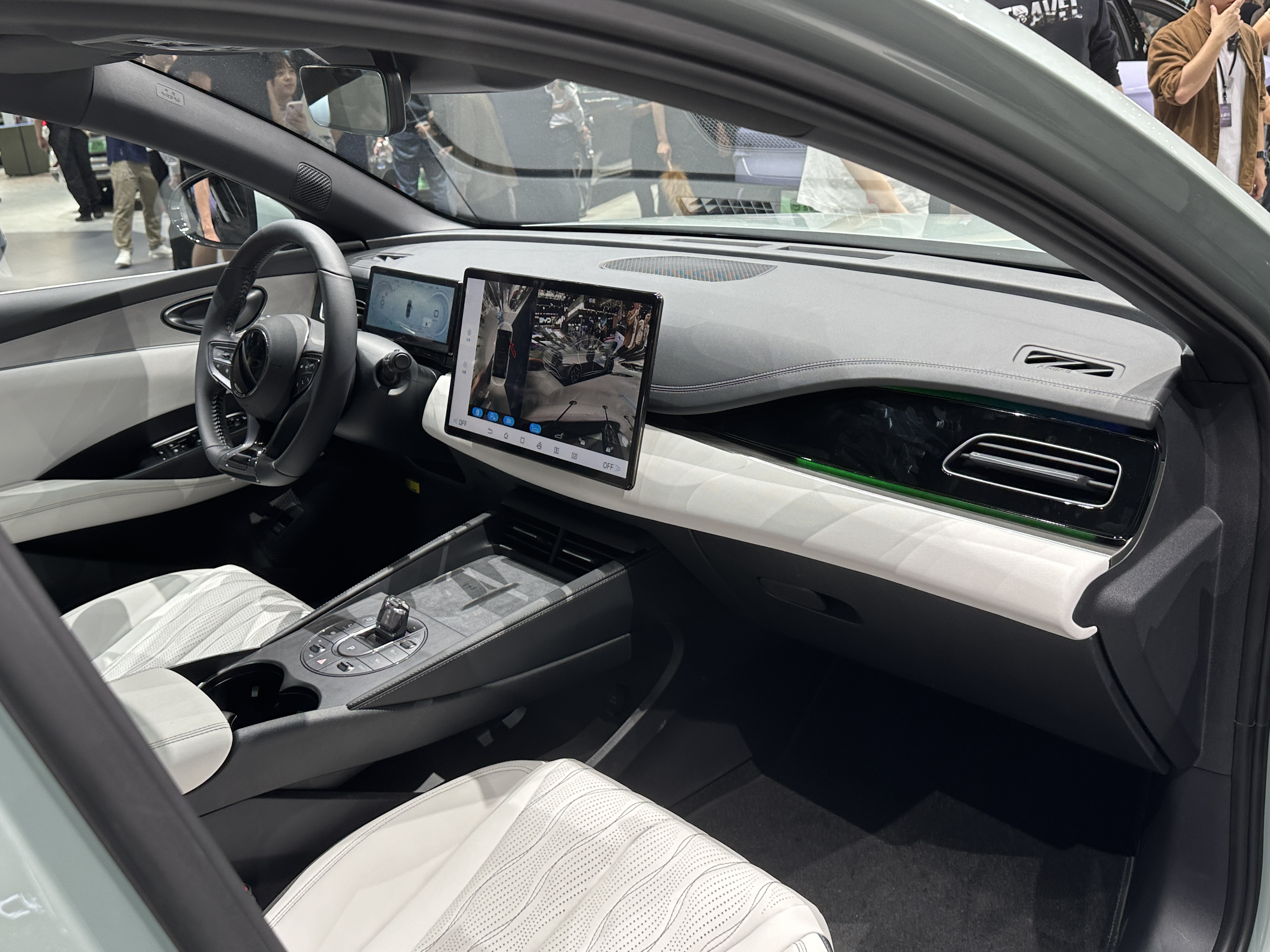
BYD Seal 06 - kokpit

W kwietniu 2024 podczas międzynarodowych targów motoryzacyjnych w Pekinie jednym z dwóch średniej wielkości modeli BYD Auto z hybrydowym napędem nowej generacji został sedan Seal 06, poszerzający linię modeli o tej nazwie jako trzeci w kolejności po Sealu i Sealu DM-i. Sedan utrzymano w kolejnej odsłonie projektu stylistycznego firmy autorstwa Wolfganga Eggera typowego dla linii produktowej „Ocean Series”, wyróżniając się bardziej obłymi proporcjami, przednim wlotem powietrza w kształcie trapezu i łagodnie opadającą linią nadwozia w stylu nadwozi fastback.
Kabina pasażerska została utrzymana w typowej dla dotychczasowych modeli z gamy Seal estetyce, wyróżniając się trójramiennym kołem kierownicy, zaokrąglonymi detalami w ciemnoszarym kolorze, a także dużym ekranem dotykowym centralnego systemu multimedialnego.

### Sprzedaż
Seal 06 został zbudowany z myślą o wewnętrznym rynku chińskim, gdzie trafił do produkcji w połowie 2024 roku jako element ofensywy BYD Auto zakładającej rozbudowę każdej z linii w ramach swojego ponad 100-modelowego portfolio. Z ceną od 120 tysięcy do 150 juanów BYD Seal 06 uplasował się jako tańsza propozycja dla nieznacznie większego Seala DM-i.

### Dane techniczne
BYD Seal 06 został wyposażony w hybrydowy układ napędowy oparty na 1,5 litrowym silniku benzynowym o mocy 100 KM. Połączono go z dwiema jednostkami elektrycznymi do wyboru: 160 KM lub 214 KM, które współpracują odpowiednio z baterią 10 kWh lub 16 kWh. Słabsza pozwala przejechać do 60 kilometrów w trybie w pełni elektrycznym, a mocniejsza – do 90 kilometrów.